# Until They Get Me
Until They Get Me is een Amerikaanse dramafilm uit 1917 onder regie van Frank Borzage.

## Verhaal
Op weg naar zijn stervende vrouw doodt Kirby een man uit zelfverdediging. Hij wordt gearresteerd door Selwyn, een lid van de Canadese bereden politie. Hij staat Kirby toe zijn vrouw te bezoeken op haar sterfbed. Na dat bezoek vlucht hij weg voor de politie. Hij keert elk jaar terug om zijn zoon te bezoeken en aldus leert hij de weggelopen dienstmeid Margy kennen. Kirby helpt haar de Amerikaanse grens met Canada over te steken. Daar wordt Margy geadopteerd door de bereden politie. Jaren later wordt ze verliefd op Selwyn en ze verklapt hem dat Kirby elk jaar zijn zoon komt bezoeken. Selwyn kan Kirby uiteindelijk toch arresteren, maar hij kan bewijzen dat hij handelde uit zelfverdediging.

## Rolverdeling
| Acteur         | Personage        |
| -------------- | ---------------- |
| Pauline Starke | Margy            |
| Jack Curtis    | Kirby            |
| Joe King       | Selwyn           |
| Wilbur Higby   | Mijnheer Draper  |
| Anna Dodge     | Mevrouw Draper   |
| Walter Perry   | Brigadier Blaney |